# Чейз Стэйн
Чейз Стэйн (англ. Chase Stain), также известный как Талкбек (англ. Talkback), является супергероем в серии комиксов Runaways издательства Marvel Comics. Он был создан автором Брайаном К. Воганом и художником Адрианом Альфоной, и дебютировал в Runaways vol. 1 # 1 с большинством других главных персонажей. Как каждый член оригинальных Беглецов, он является сыном злых злодеев со специальными способностями; В случае Чейза, сумасшедшие ученые. Чейз часто рассматривается как «дикая карта» в серии, из-за его часто меняющейся роли в группе, от того, чтобы быть беглым парнем и техническим гуру, чтобы «потерять пушку» после того, как он ненадолго покинул группу. Тем не менее, несмотря на его нарушение правил личности, Чейз отчаянно лоялен к своим друзьям и остается ценным членом команды. Чейз - старший из Беглецов, ему 18 лет. Чейз разделяет психическую и эмпатическую связь с Олд Леком, предоставляя ему способность командовать динозавром, чтобы выполнить его приказы, а также обладает Фистигонами, самыми мощными рукавицами в мире.

## История публикации
Чейз Стэйн впервые появился в Runaways #1 (июль 2003 г.) и был создан Брайаном К. Вогэном и Адрианом Альфой.
Чейз Стэйн появляется в Avengers Arena, написанном Деннисом Бедлесом и проиллюстрированном Кэвом Уокером.

## Биография

### Прайд
Сын Виктора и Джанет Стэйн, Чейз впервые показан, когда его ударил оскорбительно отец за то, что он получил «С» и был «немым атлетом»; После свидетельства убийства невинной девочки их родителями («Гордость»), Чейз, похоже, не удивляется, хотя обвиняет в убийстве всех остальных родителей. Чейз присоединяется к команде в массовом разграблении, чтобы вырваться из своих домов. Просматривая дома родителей Чейза, он обнаруживает, что его родители - сумасшедшие ученые, обладающие множеством технических достижений. Чейз крадёт Фистигоны, которые Джанет Стэйн называет «самыми сильными перчатками в мире». Способный заклинать и формовать огонь перчатками, Чейз также крадёт специальные рентгеновские очки от своих родителей. Фистигоны позже уничтожены, давая Чейзу роль «парня Беглеца». Чейз обеспечивает Беглецов своим первым укрытием, полуразрушенным укромным особняком, который он назвал «Хостел», и их первым транспортом, его белым, немаркированным фургоном с украденными номерными знаками. После чего Chase хочет взять имя Нео, но Герт называет его Талкбаек, ссылкой на его вызывающую природу. Позднее забеременела Джанет с Чейзом, побудил оставшийся Прайд завести детей и дать им вечную жизнь в продолжении Прайда.

### Личность
Когда Чейз впервые сталкивается с родителями (в их научной злодейской одежде), Чейз остается вызывающим и не боится своих родителей, твердо утверждая себя самым мятежным и безрассудным из группы, с чертой, которую он несёт для остальной части Брайана К. Вогана. Чейз изображается как имеющий свободный, безрассудный дух, который показан, когда он намеренно неоднократно вылетает на Липфроге.

Виктор: Ты думаешь, что прямые C - это забавно Чейз? Ты становишься глупым спортсменом. Это то, чем ты хочешь быть, клише? Чейз: Ну, ты ботаник, который бьет как девочка, разве это не клише?
Оригинальный текст (англ.)Mr. Stein: You think straight C's are funny Chase? You're becoming a dumb jock. Is that what you want to be, a cliché? 
 Chase: Well, you're a nerd who punches like a girl, isn't that a cliché?.

Чейз демонстрирует свою вызывающую натуру в своем первом появлении.
Чейз известен тем, что у него есть характер: после смерти Герты, Чейз уходит из команды на время с намерением воскресить Герту в обмен на продажу своей жизни Поиск Виктора Манчи заканчивается тем, что он для него личный, чтобы убить одного человека, которому суждено было убить Герту.. Чейз также упоминает, что он убил кого-то в прошлом и отказывается говорить Об этом. Ассоциированный с Кингпином описывается его как простой, несмотря на его научную родословную.
Чейз кажется набожным христианином - когда он атакован Олд Леком, он читает Молитву Господню, а позднее он ссылается на Дьявола как на реальное существо. Он также назвал Каролину ангелом после того, как её инопланетное происхождение раскрылось.

### Как беглец
После того, как Фистигоны и рентгеновские очки были уничтожены, Чейз возобновляет свою роль «Беглого парня» в качестве пилота Липфрога во втором томе.В отношениях с Гертой, Чейз способен успокоить Нико за потерю Каролины, два выпуска спустя, Нико целует его, напрягая свои отношения. Когда новое воплощение Прайда раскрывает поцелуй и поцелуй Нико к Герту, она заканчивает больно, злится, и в результате трения почти разрывают Беглецов друг от друга и серьезно изнашиваются на Чейзе, но группа вовремя успокаивается, чтобы спасти Молли. После смерти Герты, Чейз уходит в отставку на короткий срок, но он убежден, что вернется после восемнадцати лет. Чейз заключает сделку с Гибборимом, чтобы обменять одну невинную душу на жизнь Герты И в конце концов оседает жертвуя собой, рассматривая свою жизнь как бесполезную по сравнению с Гертой. Эта сделка не устраивает Гибборима, как это происходит с «невиновным» статусом Чейза. Чейз спасен от ужасной ошибки, и ему с благодарностью разрешено вернуться после того, как он узнал, что его горе почти уничтожило всех своих друзей.

### Возвращение домой
В «Runaways» Vol. 3 # 7, Беглецы мало обращают внимание на мнения Чейза, побуждая Чейза поставить под сомнение его роль в команде. В «Runaways» Vol. 3 # 9, последнем выпуске, который написал Терри Мур, показывает Чейза, действующего как старший брат Молли и Клары. Мур хотел, чтобы эта сюжетная линия сильно фокусировалась на отношениях Чейза с командой и идентифицируется как «ребенок, который «вырастет, чтобы стать следующим Капитаном Америкой».
В «Runaways» Vol. 3 # 11, первый выпуск, написанный Кэтрин Иммонен и нарисованный Сарой Пичелли, Чейз, Нико, Виктор и Каролина. Внешнему источнику удается отправить БПЛА, летящий в дом Малибу, в верхнюю гостиную, где лежат Клара и Олд Лек. Нико, Виктор и Каролина спешат спасти Клару и Олд Лека - однако, достигнув вершины, однако, выяснилось, что Олд Лек защитил Клару, которая оказалась жива. Олд Лек, однако, умирает. Чейз, чувствуя её смерть из-за своей связи, падает в обвал и много раз извиняется перед Гертом. В «Runaways» Vol. 3 # 12 Чейз встречает человека, утверждающего, что он (его отец) дядя Хантер Штайн. Чейз считает, что человек лжет, потому что он помнит, как убил дядю и уехал. Вскоре после этого Чейз делает ошибку, следуя за девушкой, похожей на Гертруду, и попадает под машину, попадая в больницу. Однако он показан в S.W.O.R.D. # 2 жив и здоров с группой в Лос-Анджелесе. Позднее выяснилось, что другие Беглецы знают о том, что Чейз попал под машину, но он, по-видимому, не раскрыл им дальнейшие подробности произошедшего.
Когда Дакен, психопатический сын Росомахи вторгается в дом Беглецов, Чейз выбивает его перчатками.
Чейз начал мечтать о Олд Леке, но вскоре начал ощущать его присутствие в часы бодрствования. Он попросил Нико попытаться найти его и обнаружил, что Олд Лек был отправлен в другое измерение в результате заклинания Нико, чтобы успокоить её. Чейз привел Беглецов в Академию Мстителей, чтобы получить помощь от Гигантов и Рептилий. После короткой схватки две команды объединяют свои силы, чтобы открыть портал и найти Олд Лека в доисторическом измерении.

### Avengers Arena
Чейз и Нико впоследствии похищены Аркадием и помещены на арену с другими молодыми героями, где они вынуждены сражаться до смерти. Эти два пытаются создать союз с Хазматом, Рептилом и Икс-23, рассуждая, что они могут работать вместе, чтобы найти способ убежать. Альянс вскоре растворяется после того, как неизвестная сторона отправляется в погоню за нападением на Рептилий. Убегая, Чейз находит амулет, принадлежавший предположительно умершему супергерою Даркхоку. Амулет присоединяется к телу Чейза и превращает его в нового Даркхока. Он был одержим Апексом в доспехах Даркхока, в результате чего он отрезал руку Нико и вызвал её смерть. Когда Посох Избранного воскрешает Нико, он увеличивает свой уровень силы, чтобы уничтожить броню Даркхока и победить Апекс. Чейз возвращается к своей обычной жизни, а затем помогает Нико и Рептилу сражаться с одержимым Калленом. В последовавшей битве Нара убивает, возвращая Каллена в человеческую форму, и Анахронизм одичал. Рептил просит Нико и Чейза помочь разбить бой, но Нико настаивает, чтобы она и Чейз держались подальше от него. По приказу Нико Чейз затем превращается в Даркхок и присоску-проталкивает Рептила в рамках какого-то секретного плана, который он и Нико придумали. Чейз выразил сожаление о необходимости атаковать Рептила. Когда Чейз отказался позволить Камми остановить Нико, она сломала ему руку и ногу, взяв амулет Даркхок для себя, чтобы остановить Нико от убийства всех. Камми снова даёт Чейзу амулет, когда Апекс выпускает жуки, разумный тайфун и вооруженный песок, чтобы атаковать оставшихся подростков в Мардерворд. Вскоре после этого Дезлокет останавливает бой, убивая Апекс, и каждый может бежать из Мардерворда и разойтись.

### Мстители под прикрытием
После того как новость обрушилась на похищение Аркада, Чейз и другие выжившие жертвы убийства стали печально известными в начале фильма «Мстители под прикрытием». В отличие от других, Чейз стал публичным, открыв свою историю нескольким ток-шоу очень к огорчению Нико. Чейз теперь побрил большую часть своей головы в пользу ирокеза, проколол себе уши и постоянно носит солнцезащитные очки. Однако, когда Камми и Анахронизм показывают, что Каллен Кровавый камень пропал без вести, все оставшиеся в живых собираются в Багалию, чтобы найти его. Как только они это делают, он показывает, что он наслаждается жизнью среди злодеев, а остальные, за исключением Камми, начинают наслаждаться этим также. Когда Камми пытается сказать остальным, что у Блудстоун вместо этого есть Daimon Hellstrom, телепортирует группу в последнюю партию Аркады, чтобы они могли убить его.
После того как Хазмат, казалось бы, убивает Аркаду, группа решает проникнуть в Багалию, притворившись, что присоединилась к Магам Зла Барона Земо, за исключением Дезлокета, у которых никогда не было возможности сообщить о плане. О миссии в острове А.И.М., Дезлокет имеет шанс застрелить Капитана Америку. Когда она пытается сделать снимок, Чейз пытается сказать ей какой-то смысл, когда она «выбирает, с кем сражается». Экскаватор попадает в драку с Чейзом. Deathlocket пытается заставить их остановиться и, наконец, открывает её руку и начинает стрелять в чейз в сундук, серьезно ранив его. Хотя Нико может использовать заклинание «Исправить его», чтобы исцелить свое тело, он остается в коме.
В следующий раз он, по-видимому, полностью выздоровел, наслаждаясь отдыхом на озере с остальной группой в последнем выпуске серии.

## Силы и способности

### Оружие
В первом томе Чейз украл телескопические [рентгеновские] очки и фистигоны из секретной лаборатории своих родителей. Рентгеновские очки позволяли Чейзу видеть сквозь одежду, стены и даже через мили скалы. Фистигоны были металлическими перчатками со встроенными огнемётами. Перчатки позволяли владельцу мысленно формировать произведенное пламя в любой форме, в которой он нуждался. Перед финальным боем со своими родителями Чейз чуть не утонул и был слишком слаб, чтобы продолжать. Он отдал Фистигоны и рентгеновские очки Алексу, который впоследствии предал команду их родителям. Нико использовал «Посох Одного» Нико Минору для волшебного уничтожения перчаток, пока он их все еще носил их, а рентгеновские очки были сожжены Алексом у Гибборима. Чейз, как известно, использует Липфрог (Лягушкоподобное транспортное средство созданное его матерью) и выключатели.
До смерти Герта передала телепатический контроль над Олд Лейсом Чейзу. Он теперь делится эмпатической связью с динозавром, поэтому оба страдают от травм друг друга и получают выгоду, когда другой исцеляет. Чейз и разум Олд Лейса также напрямую связаны, поэтому динозавр может телепатически передавать мысли и чувства своему хозяину. Олд Лейс сконструирован, чтобы следовать каждой умственной команде Чейза, хотя она может выразить недовольство; На сегодняшний день Олд Лейс напрямую не подчинился только одному из приказов Чейза и смог только с помощью Каролины. Чейз также использовал «Посох Одного» против Нико. Чейз использует машину времени позже в серии, чтобы путешествовать во времени. Он вскоре возвращается с недавно построенными Фистигонами своего дизайна; Чтобы защитить команду от Йорков, вызывая огонь и электричество, чтобы победить их. И затем защищает Липфрог от шквала ракет, используя Фистигоны, чтобы стрелять из своих ракет. Кроме того, было обнаружено, что большая часть устройства его отца защищена от магии, хотя, очевидно, первая пара не была. В рекламном искусстве для предстоящих выпусков «Runaways» Чейз показан с парой ракетных ботинок. В «Runaways» vol. 3 #5 он называет их «Футстигоны».
Во время событий Avengers Arena Чейз получил силу Тёмного ястреба, так как первоначальный владелец был отделен от амулета. В конце серии Чейз вернул амулет своему первоначальному владельцу.

## Отношения с другими Беглецами

### Гертруда
Чейз и Герта поделились своим первым поцелуем в «Runaways», vol 1, #16 и «Runaways», vol 2, #18. Их отношения часто определялись из-за пререканий - туманные моменты Чейза часто сталкивались с язвительными и умными шуточками Герты. Отношения Герты с Чейзом несколько смягчили её, хотя она не совсем потеряла свой саркастический край. Их отношения развивались быстро, с некоторыми комментариями, предлагающими, что они разделяли одну постель и были сексуально близкими. Однако, их отношения были под угрозой, когда Герта узнал, что Нико целовала Чейза; Хотя Чейз оттолкнул наступление Нико, Герте все еще было больно, что Чейз скрыл от неё это взаимодействие. Она рассказала о своей неуверенности в своей внешности и страхе, что Чейз, в конце концов, оставит её для более красивой девушки. Хотя она подразумевала, что ей было больно до неузнаваемости, она все же столкнулась с горящим зданием, чтобы спасти Чейза от Джеффри Уайлдер после их выпадения. Она блефует некоторыми подробностями о прошлом Чейза, чтобы не дать Джеффри пожертвовать Чейзом, и Джеффри упал на обвал, но вместо этого кинжал погрузился в желудок Герты. Когда она лежала, она передала контроль над Старым Кружевом Чейзу и умерла, прощая Чейз за поцелуй Нико и не закончив говорить, что любит его.

### Молли
С самого начала серии Молли и Чейз вступают в отношения как большой брат/маленькая сестрёнка: они препираются, называя друг друга именами и шутками. Чейз всегда вставал на защиту Защитите Молли. После смерти Герта отношения Чейза с Молли превращаются в один из чистого гнева, побуждая Чейза сказать в «Civil War: Young Avengers/Runaways: Молли, почему ты не взрослеешь?! Их отношения восстанавливаются к концу сюжета, когда Чейз выражает ревность Усиливающаяся привязанность Молли к Молодому Мстителю Скорости, который говорит ему в конце истории, что независимо от того, Молли присматривает за ним. Чейз продолжает Быть отцом для Молли.

### Нико
Нико обеспечивает материнскую и лидерскую игру для лидера, прерывающего правила. Пара поддерживает сильное уважение друг к другу, несмотря на частое несогласие по поводу основных групповых решений, включая место захоронения Герта и разрешение Виктору Манчи присоединиться к команде. Чейз заботится о безопасности и благополучии Нико, о чем свидетельствует тот факт, что он утешил Нико после ухода Каролины, а затем, когда он взял «Посох Единого» из Нико, чтобы уничтожить его (вместе с собой) и дать ей нормальную жизнь. Нико и Чейз поделились поцелуем после того, как Чейз блефует, выходя из потенциально фатальной встречи с межузловым наркобароном Человеком-Пушером, и сумел получить имя клиента у наркобарона. Чейз отверг поцелуй, но не сделал из этого огромной сделки, хотя Нико относился к нему больше как к служащему, а не к другу после инцидента. После смерти Герта дружба Чейза и Нико напряглась, поскольку он позволил гневу и горе изолировать его (и физически и эмоционально) от поддержки группы. Нико был единственным человеком, которого Чейз попрощался, прежде чем уйти, чтобы пожертвовать собой ради Гибборима, который Нико интерпретировал как призыв о помощи, и, по-видимому, является сигналом уровня доверия и уважения, который Чейс держит для Нико. В работе Джосса Уидона в «Runaways», дружба Чейза и Нико кажется более стабильной, теперь, когда Чейз, похоже, перестал переживать за Герта. Их отношения стали напряженными, когда Чейз часто выступал во время Терри Мура в серии. Тем не менее, их отношения стабилизировались, и во время пробега Кэтрин Имморен были снова близки. Особенно после «смерти» Старого Кружева, они возродили свои отношения и поделились имплицитным романтическим моментом, чтобы помочь, а затем снять напряжение. Оба были впоследствии похищены Arcade и участвовали в Арене Avenger. Во время событий арены Нико сердился на Чейза за то, что он действовал по-другому или ненадежно, даже вышвырнул его из группы в какой-то момент. Несмотря на это, Чейз планировал защитить Нико и убедиться, что она, а не он сам, выживет в «Мир убийств». После событий Арены Нико стал затворником, а Чейз стал единственным опекуном Беглецов. Нико сердился на то, что Чейз вернулся к своему старому «Я» после «Мира убийств», в то время как она думала о себе как обломком. Она была опустошена, когда Чейз остался в коме после битвы.

### Виктор Манча
Альтернативное будущее Виктора, Победоносного, смогло смертельно ранить Гертруду Йоркс, альтернативную версию Герты, прежде чем она пришла в прошлое и предупредила Беглецов о надвигающейся угрозе; Будущая Герта умерла в руках Чейза. Её смерть заставила Виктора стать Чейзом, поскольку он пытался предотвратить убийство своей нынешней подруги. Он сильно возразил Нико о том, чтобы позволить Виктору остаться в команде, даже после того, как Нико заявил, что готова убить Виктора, если понадобится. Таким образом, Чейз пытался дистанцироваться от Виктора, несмотря на попытки киборга проявить себя. Чейз признался Виктору, что он завидует Виктору больше, чем ненавидит его, прежде всего потому, что Виктор - сын, Чейз полагает, что его родители хотели (он даже имеет то же имя, что и отец Чейза). К концу Брайан К. Воган в «Runaways» Чейз и Виктор переключил роли: Виктор стоял у команды, не задумываясь, в то время как горюющий Чейз выполнял свою собственную программу без пожеланий Безопасности команды. Виктор даже расспрашивал Нико, когда она призналась Чейзу в том, что Чейз допрашивал Виктора, но ответ Нико остался таким же, как и тогда, когда Виктор спросил его: если Чейз снова подвергнется мошенничеству, она, не колеблясь, убьет его.

### Виктор Стэйн
В первый раз, когда появляется семья Стэйнов, Виктор Стэйн бьёт Чейза по лицу и ругает его за плохие оценки. Несколько выпусков позже, подразумевается, что отец Чейза регулярно бьёт его - когда Алекс сообщает Чейзу, что Виктор напал на Чейза одним из его изобретений, Чейз отвечает: «Что еще нового? Я, вероятно, это сделал».
Во втором томе Чейз говорит Нико, что он злой, и подразумевает, что однажды он убил кого-то, кто пытался загнать свой фургон (это, как оказывается, его дядя Хантер, которого он случайно ударил и убил своей машиной). Однако после смерти Герта Чейз понимает, что он не злой. Он признаёт, что его мать позволила его отцу оскорблять его, и потому что ни одна из причин, по которым его отец не напал на него, казался достаточно хорошим, Чейз начал излагать причины и убеждать себя в своей правоте.

## Другие версии
В сюжетной линии What if the Runaways had formed the Young Avengers?, Чейз тяжело ранен Викториусом, когда он путешествует в прошлое, чтобы противостоять «Молодым мстителям» - «Беглецам», реформировавшимся как эта команда после «Железного парня» и он был свидетелем будущего Победителя во время путешествия в прошлое, но он может спасти себя, используя броню Железного парня, чтобы его избитое сердце билось.

## Концептуальные изменения
В оригинальной тональности Брайана К. Вогана для серии, Чейз первоначально назывался Джон. Взаимоотношения Чейза с Молли в комиксах также были первоначально переданы Герте.

## Вне комиксов

### Телевидение
Актёр Грегг Салкин был выбран на роль Чейза в предстоящем телесериале Hulu Беглецы. Эта версия Чейза интеллектуально одарённая, а также физически соответствует и фистигонам, являющимся его собственным творением. Несмотря на свое настроение, он показывает более мягкую сторону. Он отказывается от репетиций Герты, чтобы пойти на вечеринку, но разочаровался. Он спасает Каролину от изнасилований своих друзей и ведёт её в дом Алекса для безопасности.

### Видеоигры
- Чейз появится как играбельный персонаж в Lego Marvel's Avengers.